# Iwaniwka (rejon wołnowaski)
Iwaniwka (ukr. Іванівка) – wieś na Ukrainie, w obwodzie donieckim, w rejonie wołnowaskim, w hromadzie Wołnowacha. W 2001 liczyła 1052 mieszkańców.